# Canton de Saint-Loup-sur-Semouse
Le canton de Saint-Loup-sur-Semouse est une circonscription électorale française située dans le département de la Haute-Saône et la région Bourgogne-Franche-Comté.

## Géographie
Ce canton est organisé autour de Saint-Loup-sur-Semouse aux environs de Vesoul et Luxeuil-les-Bains. Son altitude varie de 223 m (Conflans-sur-Lanterne) à 569 m (Fougerolles).

## Histoire
Par décret du 17 février 2014, le nombre de cantons du département est divisé par deux, avec mise en application aux élections départementales de mars 2015. Le canton de Saint-Loup-sur-Semouse est conservé et s'agrandit. Il passe de 13 à 23 communes.

## Représentation

### Conseillers d'arrondissement (de 1833 à 1940)
| Période                                  | Période      | Identité                                | Étiquette   | Qualité |
| ---------------------------------------- | ------------ | --------------------------------------- | ----------- | --- |
| 1833                                     | 1848         | Jean François Joseph Robert (1787-1865) |             | Propriétaire, juge de paix à Saint-Loup                                                                       |
|                                          |              |                                         |             | |
|                                          | 1894 (décès) | Hippolyte Emile Cognieux (1847-1894)    |             | Négociant à Fougerolles                                                                                       |
|                                          |              |                                         |             | |
| ?                                        | ?            | Louis Lebrun                            | Républicain | Industriel Député de la Haute-Saône (1893-1894) Maire de Saint-Loup (1878-1894)                               |
| 1907                                     | 1919         | Henry Guy                               | Rad.soc.    | Industriel, directeur des Usines Réunies Député de la Haute-Saône (1928-1932) Maire de Saint-Loup (1927-1928) |
| 1919                                     | 1937 (décès) | Camille Rebourcet (1876-1937)           | Rad.soc.    | Sculpteur, maire de Magnoncourt                                                                               |
| 1937                                     | 1940         | Albert Jacquey (1874-1951)              | SFIO        | Sculpteur sur bois Maire de Saint-Loup (1928-1945)                                                            |
| 1940                                     |              |                                         |             | Les conseils d'arrondissement ont été suspendus par la loi du 12 octobre 1940 et n'ont jamais été réactivés   |
| Les données manquantes sont à compléter. |              |                                         |             | |

### Conseillers généraux de 1833 à 2015
| Période | Période      | Identité                            | Étiquette     | Qualité                                                                                                  |
| ------- | ------------ | ----------------------------------- | ------------- | --- |
| 1833    | 1834 (décès) | Claude François Godot (1766-1834)   |               | Propriétaire-cultivateur, maire de Conflans-sur-Lanterne                                                 |
| 1835    | 1839 (décès) | Charles Ferdinand Henry (1800-1839) |               | Propriétaire rentier, Conflans-sur-Lanterne                                                              |
| 1839    | 1848         | Charles Demandre                    |               | Maître de forges de La Chaudeau à Aillevillers                                                           |
| 1848    | 1852         | Arthur de Buyer                     |               | Maître de forges à La Chaudeau, à Aillevillers                                                           |
| 1852    | 1871         | Charles Demandre                    |               | Maître de forges de La Chaudeau maire d'Aillevillers                                                     |
| 1871    | 1889 (décès) | Gaston Marquiset                    | Républicain   | Magistrat Député (1878-1889)                                                                             |
| 1889    | 1894 (décès) | Louis Lebrun                        | Républicain   | Industriel - Maire de Saint-Loup-sur-Semouse                                                             |
| 1894    | 1919         | Auguste Peureux                     | Rad.          | Distillateur-négociant à Fougerolles Député (1902-1910)                                                  |
| 1919    | 1932 (décès) | Henry Guy                           | Rad.          | Industriel - Maire de Saint-Loup-sur-Semouse (1927-1928) Député (1928-1932)                              |
| 1932    | 1940         | Paul Devoille                       | Rad.          | Distillateur Maire de Fougerolles                                                                        |
|         |              |                                     |               | |
| 1945    | 1951         | Arthur Godard                       | SFIO          | Distributeur Maire d'Aillevillers                                                                        |
| 1951    | 1964         | Marius Bondoui (1881-1968)          | Rad.          | Maire de Fougerolles (1945-1960)                                                                         |
| 1964    | 1987 (décès) | André Masson (1910-1987)            | Rad. puis MRG | Instituteur retraité Maire de Saint-Loup-sur-Semouse (1959-1987)                                         |
| 1987    | 1994         | Jean Gallaire                       | PS            | Maire de Saint-Loup-sur-Semouse (1987-1992)                                                              |
| 1994    | 2001         | Jean-Louis Mariey (1934-2020)       | PS            | Instituteur Maire de Saint-Loup-sur-Semouse (1992-2001) Suppléant du député Jean-Paul Mariot (1997-2002) |
| 2001    | 2008         | Claude Grosjean                     | RPR puis UMP  | Chef d'entreprise à Saint-Loup-sur-Semouse                                                               |
| 2008    | 2015         | Nadine Bathelot                     | DVG           | Retraitée de la Fonction publique Conseillère municipale (et ancienne maire) d'Aillevillers-et-Lyaumont  |

### Conseillers départementaux à partir de 2015
| Période élective | Période élective | Mandat | Mandat           | Identité            | Nuance | Nuance | Qualité |
| ---------------- | ---------------- | ------ | ---------------- | ------------------- | ------ | ------ | --- |
| 2015             | 2021             | 2015   | 2021             | Nadine Bathelot     |        | DVG    | Retraitée de la fonction publique Adjointe au maire d'Aillevillers-et-Lyaumont 10e vice-présidente du Conseil départemental                                                             |
| 2015             | 2021             | 2015   | 2018 (démission) | Michel Weyermann    |        | PS     | Professeur retraité Premier vice-président du Conseil départemental Maire de Villers-lès-Luxeuil Président du groupe Gauche-70 Ancien conseiller général du Canton de Saulx (1988-2015) |
| 2015             | 2021             | 2018   | 2021             | Pierre Despoulain   |        | PS     | Président de l'Office de Tourisme de Fougerolles |
| 2021             | 2028             | 2021   | en cours         | Thierry Bordot      |        | DVG    | Maire de Saint-Loup-sur-Semouse |
| 2021             | 2028             | 2021   | en cours         | Véronique Grandjean |        | DVG    | Agent administratif retraitée de collectivité, au service de la population, adjointe au maire de Fontaine-lès-Luxeuil                                                                   |

### Résultats détaillés

#### Élections de mars 2015
À l'issue du 1er tour des élections départementales de 2015, trois binômes sont en ballottage : Nadine Bathelot et Michel Weyermann (PS, 36,64 %), Christine Beuf (FN, 32,24 %) et Marc Doillon et Isabelle Forest (UMP, 31,12 %). Le taux de participation est de 55,68 % (6 883 votants sur 12 361 inscrits) contre 59,21 % au niveau départemental et 50,17 % au niveau national.
Au second tour, Nadine Bathelot et Michel Weyermann (PS) sont élus avec 36,5 % des suffrages exprimés et un taux de participation de 59,01 % (2 536 voix pour 7 294 votants et 12 361 inscrits).

#### Élections de juin 2021
Le premier tour des élections départementales de 2021 est marqué par un très faible taux de participation (33,26 % au niveau national). Dans le canton de Saint-Loup-sur-Semouse, ce taux de participation est de 36,41 % (4 278 votants sur 11 750 inscrits) contre 40,34 % au niveau départemental. À l'issue de ce premier tour, deux binômes sont en ballottage : Thierry Bordot et Véronique Grandjean (Divers, 39,64 %) et Christiane Grosjean et Anthony Marie (DVD, 31,3 %).
Le second tour des élections est marqué une nouvelle fois par une abstention massive équivalente au premier tour. Les taux de participation sont de 34,36 % au niveau national, 42,9 % dans le département et 39,17 % dans le canton de Saint-Loup-sur-Semouse. Thierry Bordot et Véronique Grandjean (Divers) sont élus avec 50,71 % des suffrages exprimés (2 043 voix pour 4 602 votants et 11 749 inscrits),,.

## Composition

### Composition avant 2015

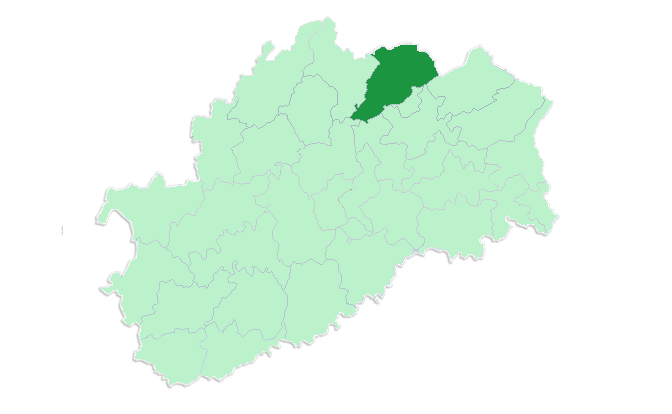
Situation du canton de Saint-Loup-sur-Semouse dans le département de la Haute-Saône avant 2015.

Le canton de Saint-Loup-sur-Semouse regroupait 13 communes.
| Nom                                | Code Insee | Codepostal | Superficie (km2) | Population (dernière pop. légale) | Densité (hab./km2) |
| ---------------------------------- | ---------- | ---------- | ---------------- | --------------------------------- | ------------------ |
| Saint-Loup-sur-Semouse (chef-lieu) | 70467      | 70800      | 16,54            | 3 314 (2012)                      | 200                |
| Aillevillers-et-Lyaumont           | 70006      | 70320      | 36,30            | 1 645 (2012)                      | 45                 |
| Ainvelle                           | 70008      | 70800      | 6,75             | 154 (2012)                        | 23                 |
| Briaucourt                         | 70097      | 70800      | 9,83             | 246 (2012)                        | 25                 |
| Conflans-sur-Lanterne              | 70168      | 70800      | 13,09            | 644 (2012)                        | 49                 |
| Corbenay                           | 70171      | 70320      | 15,73            | 1 314 (2012)                      | 84                 |
| Fleurey-lès-Saint-Loup             | 70238      | 70800      | 3,54             | 137 (2012)                        | 39                 |
| Fontaine-lès-Luxeuil               | 70240      | 70800      | 27,73            | 1 439 (2012)                      | 52                 |
| Fougerolles                        | 70245      | 70220      | 51,12            | 3 725 (2012)                      | 73                 |
| Francalmont                        | 70249      | 70800      | 6,86             | 118 (2012)                        | 17                 |
| Hautevelle                         | 70284      | 70800      | 7,78             | 265 (2012)                        | 34                 |
| Magnoncourt                        | 70315      | 70800      | 6,67             | 432 (2012)                        | 65                 |
| La Vaivre                          | 70512      | 70320      | 3,04             | 210 (2012)                        | 69                 |

### Composition depuis 2015
Lors du redécoupage de 2014, le canton de Saint-Loup-sur-Semouse comprenait vingt-trois communes entières.
À la suite de la création de la commune nouvelle Fougerolles-Saint-Valbert au 1er janvier 2019, le canton compte désormais vingt-deux communes entières.
| Nom                                            | Code Insee | Intercommunalité     | Superficie (km2) | Population (dernière pop. légale)              | Densité (hab./km2) | Modifier                                    |
| ---------------------------------------------- | ---------- | -------------------- | ---------------- | ---------------------------------------------- | ------------------ | ------------------------------------------- |
| Saint-Loup-sur-Semouse (bureau centralisateur) | 70467      | CC de la Haute Comté | 16,54            | 2 842 (2022)                                   | 172                | modifier les données · modifier les données |
| Abelcourt                                      | 70001      | CC du Triangle Vert  | 7,46             | 338 (2022)                                     | 45                 | modifier les données · modifier les données |
| Aillevillers-et-Lyaumont                       | 70006      | CC de la Haute Comté | 36,30            | 1 440 (2022)                                   | 40                 | modifier les données · modifier les données |
| Ainvelle                                       | 70008      | CC de la Haute Comté | 6,75             | 148 (2022)                                     | 22                 | modifier les données · modifier les données |
| Briaucourt                                     | 70097      | CC de la Haute Comté | 9,83             | 250 (2022)                                     | 25                 | modifier les données · modifier les données |
| Conflans-sur-Lanterne                          | 70168      | CC de la Haute Comté | 13,09            | 569 (2022)                                     | 43                 | modifier les données · modifier les données |
| Corbenay                                       | 70171      | CC de la Haute Comté | 15,73            | 1 249 (2022)                                   | 79                 | modifier les données · modifier les données |
| Éhuns                                          | 70213      | CC du Triangle Vert  | 5,53             | 221 (2022)                                     | 40                 | modifier les données · modifier les données |
| Fleurey-lès-Saint-Loup                         | 70238      | CC de la Haute Comté | 3,54             | 128 (2022)                                     | 36                 | modifier les données · modifier les données |
| Fontaine-lès-Luxeuil                           | 70240      | CC de la Haute Comté | 27,73            | 1 329 (2022)                                   | 48                 | modifier les données · modifier les données |
| Fougerolles-Saint-Valbert                      | 70245      | CC de la Haute Comté | 55,02            | Fraction : 3 529 (2022) Commune : 3 777 (2022) | 69                 | modifier les données · modifier les données |
| Francalmont                                    | 70249      | CC de la Haute Comté | 6,86             | 116 (2022)                                     | 17                 | modifier les données · modifier les données |
| Hautevelle                                     | 70284      | CC de la Haute Comté | 7,78             | 253 (2022)                                     | 33                 | modifier les données · modifier les données |
| Magnoncourt                                    | 70315      | CC de la Haute Comté | 6,67             | 400 (2022)                                     | 60                 | modifier les données · modifier les données |
| Mailleroncourt-Charette                        | 70322      | CC du Triangle Vert  | 10,60            | 279 (2022)                                     | 26                 | modifier les données · modifier les données |
| Meurcourt                                      | 70344      | CC du Triangle Vert  | 11,89            | 343 (2022)                                     | 29                 | modifier les données · modifier les données |
| Neurey-en-Vaux                                 | 70380      | CC Terres de Saône   | 5,27             | 139 (2022)                                     | 26                 | modifier les données · modifier les données |
| Sainte-Marie-en-Chaux                          | 70470      | CC du Triangle Vert  | 2,43             | 161 (2022)                                     | 66                 | modifier les données · modifier les données |
| La Vaivre                                      | 70512      | CC de la Haute Comté | 3,04             | 216 (2022)                                     | 71                 | modifier les données · modifier les données |
| Velorcey                                       | 70541      | CC du Triangle Vert  | 6,18             | 204 (2022)                                     | 33                 | modifier les données · modifier les données |
| La Villedieu-en-Fontenette                     | 70555      | CC du Triangle Vert  | 9,65             | 167 (2022)                                     | 17                 | modifier les données · modifier les données |
| Villers-lès-Luxeuil                            | 70564      | CC du Triangle Vert  | 9,10             | 312 (2022)                                     | 34                 | modifier les données · modifier les données |
| Visoncourt                                     | 70571      | CC du Triangle Vert  | 4,52             | 37 (2022)                                      | 8,2                | modifier les données · modifier les données |
| Canton de Saint-Loup-sur-Semouse               | 7013       |                      |                  | 14 670 (2022)                                  |                    | modifier les données                        |

## Démographie

### Démographie avant 2015
| 1962   | 1968   | 1975   | 1982   | 1990   | 1999   | 2006   | 2011   | 2012   |
| ------ | ------ | ------ | ------ | ------ | ------ | ------ | ------ | ------ |
| 14 192 | 14 898 | 16 015 | 16 494 | 15 896 | 15 255 | 14 331 | 13 768 | 13 643 |

### Démographie depuis 2015
En 2022, le canton comptait 14 670 habitants, en évolution de −5,5 % par rapport à 2016 (Haute-Saône : −1,4 %, France hors Mayotte : +2,11 %).
| 2013   | 2018   | 2022   |
| ------ | ------ | ------ |
| 15 863 | 15 326 | 14 670 |